# Портрет Владимира Петровича Мезенцева
«Портрет Владимира Петровича Мезенцева» — картина Джорджа Доу и его мастерской, из Военной галереи Зимнего дворца.
Картина представляет собой погрудный портрет генерал-майора Владимира Петровича Мезенцева из состава Военной галереи Зимнего дворца.
К началу Отечественной войны 1812 года полковник Мезенцев был шефом Пермского пехотного полка, за отличие в сражении под Клястицами был произведён в генерал-майоры; вскоре в одной из арьергардных стычек с французами он был тяжело ранен и вынужден оставить армию. Вернулся в строй летом 1813 года и был назначен командиром 5-й пехотной дивизии, во главе которой с отличием участвовал в Заграничных походах 1813 и 1814 годов.
Изображён в генеральском мундире, введённом для пехотных генералов 7 мая 1817 года. Слева на груди звезда ордена Св. Анны 1-й степени; на шее кресты прусского ордена Красного орла 2-й степени и австрийского ордена Леопольда 2-й степени; по борту мундира крест ордена Св. Владимира 2-й степени (надет с нарушением правил ношения — он должен быть расположен на шее выше иностранных орденов); справа на груди крест ордена Св. Георгия 4-го класса, серебряная медаль «В память Отечественной войны 1812 года» на Андреевской ленте, бронзовая дворянская медаль «В память Отечественной войны 1812 года» на Владимирской ленте и звезда ордена Св. Владимира 2-й степени. С тыльной стороны картины надпись: Mesentsoff. Подпись на раме: В. П. Мезенцовъ 1й, Генералъ Маiоръ.
7 августа 1820 года Комитетом Главного штаба по аттестации Мезенцев был включён в список «генералов, заслуживающих быть написанными в галерею», однако фактическое решение о написании портрета было принято ранее — 27 апреля 1820 года император Александр I приказал написать его портрет и уже 30 июня того же года Доу был выплачен гонорар за готовую работу. Портрет поступил в Эрмитаж 7 сентября 1825 года.
В 1840-е годы в мастерской К. Края по рисунку И. А. Клюквина с портрета была сделана литография, опубликованная в книге «Император Александр I и его сподвижники» и впоследствии неоднократно репродуцированная.